# Mike Small
Mike Small (Birmingham, 2 maart 1962) is een voormalig Engels profvoetballer en begon zijn carrière bij de club Luton Town FC. Nadat hij voor een korte periode uitgeleend was aan Peterborough United FC, speelde hij voor Standard Luik in België, voor Go Ahead Eagles, voor NAC en Vitesse in Nederland en voor PAOK Saloniki in Griekenland.
Small speelde in het seizoen van 1990/91 in de Second Division voor Brighton & Hove Albion FC en was er met 21 doelpunten mede verantwoordelijk voor dat zijn team de finale van de play-offs bereikte.
In 1991 vertrok hij naar West Ham United FC waar hij zijn eerste wedstrijd op 17 augustus 1991 speelde tegen Luton Town FC. Hoewel hij 18 maal wist te scoren in zijn eerste seizoen kon hij niet voorkomen dat zijn club degradeerde. Hij kreeg een rode kaart in de eerste wedstrijd van het seizoen 1992/93 en speelde daarna bijna niet meer. Hij speelde zijn laatste wedstrijd voor West Ham United tegen Notts County FC op 13 maart 1993.
Tegen het einde van zijn contract bij West Ham United werd hij kortstondig uitgeleend aan Wolverhampton Wanderers FC en Charlton Athletic FC.

## Carrière
| seizoen | club                       | competitie                    | wed. | goals |
| ------- | -------------------------- | ----------------------------- | ---- | ----- |
| 1981/82 | Luton Town FC              | Second Division               | 3    | 0     |
| 1982/83 | Luton Town FC              | First Division                | 1    | 0     |
| 1982/83 | Peterborough United FC     | Fourth Division               | 4    | 1     |
| 1982/83 | Go Ahead Eagles            | Eredivisie                    | 15   | 4     |
| 1983/84 | Go Ahead Eagles            | Eredivisie                    | 30   | 8     |
| 1984/85 | Go Ahead Eagles            | Eredivisie                    | 9    | 7     |
| 1984/85 | Standard Luik              | Eerste Klasse                 | 17   | 1     |
| 1985/86 | Standard Luik              | Eerste Klasse                 | 8    | 1     |
| 1985/86 | NAC                        | Eerste Divisie                | 23   | 2     |
| 1986/87 | Go Ahead Eagles            | Eredivisie                    | 24   | 3     |
| 1987/88 | Vitesse                    | Eerste Divisie                | 26   | 12    |
| 1988/89 | PAOK Saloniki              | Alpha Ethniki                 |      |       |
| 1989/90 | PAOK Saloniki              | Alpha Ethniki                 | 31   | 9     |
| 1990/91 | Brighton & Hove Albion FC  | Second Division               | 39   | 13    |
| 1991/92 | West Ham United FC         | First Division                | 40   | 13    |
| 1992/93 | West Ham United FC         | Barclays League Division One  | 9    | 0     |
| 1993/94 | Wolverhampton Wanderers FC | Endsleigh League Division One | 3    | 1     |
| 1993/94 | Charlton Athletic FC       | Endsleigh League Division One | 2    | 0     |
| 1994    | BK Häcken                  | Allsvenskan                   | 4    | 0     |